# Bob Horner
Pour les articles homonymes, voir Horner.
James Robert Horner (né le 6 août 1957 à Junction City, Kansas, États-Unis) est un ancien joueur de troisième but et de premier but au baseball.
En 1978, il est le premier gagnant du Golden Spikes Award, depuis décerné au meilleur joueur de baseball universitaire, et il est élu meilleure recrue de l'année de la Ligue nationale. Il frappe 218 circuits en 10 saisons dans la Ligue majeure de baseball de 1978 à 1988, dont 9 saisons avec les Braves d'Atlanta. Horner partage le record de 4 circuits en un match.

## Carrière

### Débuts
Né au Kansas, Bob Horner grandit à Glendale (Californie) et joue au baseball à la position d'arrêt-court pour son équipe à l'école secondaire. Il est repêché par les Athletics d'Oakland au 15e tour de sélection en juin 1975, mais il repousse l'offre pour s'enrôler à l'université d'État de l'Arizona, où il évolue au poste de joueur de deuxième but pour les Sun Devils. Il est nommé meilleur joueur des College World Series de 1977 gagnée par Arizona State. En 1978, il est le premier récipiendaire du Golden Spikes Award. Il est le premier joueur sélectionné au repêchage amateur de 1978 et est réclamé par les Braves d'Atlanta, l'équipe de la Ligue majeure de baseball pour laquelle il joue presque toute sa carrière.

### Braves d'Atlanta
Horner est une sensation dès son arrivée dans le baseball majeur. Il ne joue pas un seul match de ligue mineure : dès la signature de son premier contrat professionnel au sortir de l'université et 10 jours après la victoire d'Arizona State dans les College World Series, il est en uniforme pour Atlanta. À son premier match le 16 juin 1978 face aux Pirates de Pittsburgh, il frappe un coup de circuit aux dépens de Bert Blyleven. Il est l'attraction principale d'une équipe des Braves qui avait perdu 101 matchs la saison précédente et ne fait guère mieux au cours des saisons suivantes. Bob Horner est choisi, devant notamment Ozzie Smith, vainqueur du prix de la recrue de l'année 1978 dans la Ligue nationale de baseball au terme d'une première saison de 23 circuits et 63 points produits en seulement 89 matchs joués, où il maintient une moyenne au bâton de ,266. Horner est joueur de troisième but pour les Braves et occupe cette position au cours des 7 premières saisons de sa carrière de 10 ans dans les majeures.
Malgré les succès rapides sur le terrain, c'est aussi le début d'une tumultueuse relation avec les Braves d'Atlanta. La saison 1979 débute par une dispute concernant la rémunération du jeune joueur, qui se conclut lorsqu'un arbitre tranche en faveur de Horner. Ce dernier est hué lors du match d'ouverture de la saison à Atlanta… au cours duquel il se blesse à le cheville et se retrouve absent du jeu pour six semaines. La tragédie frappe les Braves en mai lorsque le directeur général Bill Lucas meurt subitement à l'âge de 43 ans ; le propriétaire du club, Ted Turner, déclare alors que le différend au sujet du contrat de Bob Horner a causé la mort de Lucas. Malgré un échange d'insultes entre Turner et Horner, ce dernier rattrape le temps perdu à son retour au jeu et complète sa seconde campagne dans les majeures avec 33 circuits, en plus de réussir ses records personnels en une année de 153 coups sûrs et 98 points produits. Sa moyenne au bâton de ,314 en 121 matchs est aussi la meilleure de sa carrière.
Sa saison 1980 débute également dans la controverse. Il ne frappe que deux coups sûrs à ses 34 premières présences au bâton (pour une moyenne de ,059) et Ted Turner, mécontent que son équipe n'ait qu'une victoire en 10 matchs, ordonne que Horner - qui a aussi commis 6 erreurs en défensive - soit rétrogradé aux ligues mineures,. Horner refuse d'obtempérer et est déclaré « disqualifié » (inéligible) par le commissaire du baseball, Bowie Kuhn, le temps que soit réglé le différend entre le joueur et le club. Horner ne se rapporte finalement jamais au club-école des mineures et revient au jeu avec les Braves le 11 mai. En 124 matchs joués cette année-là, il réussit son sommet en carrière de 35 circuits, et ajoute 89 points produits. Sa moyenne au bâton se chiffre à ,268 lorsque la saison 1980 prend fin. Il est considéré au titre de joueur par excellence de la saison, terminant au 9e du vote annuel désignant le lauréat du prix dans la Ligue nationale.
Horner honore sa seule invitation au match des étoiles de mi-saison en 1982. Il frappe 32 circuits et produit 97 points cette année-là, aidant les Braves à décrocher leur premier titre de la division Ouest de la Ligue nationale et leur première qualification en séries éliminatoires depuis 1969. Mais il ne frappe qu'un coup sûr en 11 passages au bâton (moyenne de ,091) et Atlanta est rapidement éliminé par Saint-Louis après trois défaites consécutives, les seuls matchs éliminatoires de la carrière de Horner.
En 1983, Horner, qui avait eu du mal au cours des saisons précédentes à contrôler son poids, signe avec les Braves un contrat où on lui promet une prime de 7 692,31 $ s'il pèse moins de 215 livres lors de 13 vérifications tenues les vendredis durant la saison. Il frappe pour ,303 de moyenne au bâton avec 20 circuits en 104 matchs mais sa saison se termine en août lorsqu'il se blesse au poignet droit en glissant au deuxième but.
Limité par les blessures à seulement 32 matchs en 1984, il revient en force avec deux saisons de 27 circuits en 1985 et 1986. À ses deux dernières saisons à Atlanta, il évolue au poste de joueur de premier but.
Le 6 juillet 1986 contre les Expos de Montréal, Bob Horner est le 11e joueur de l'histoire du baseball majeur à frapper 4 circuits dans un même match. Ses 3 premiers sont réussis aux dépens du lanceur partant Andy McGaffigan, et le dernier contre Jeff Reardon… mais les Braves s'inclinent quand même 11-8 devant Montréal, faisant de Horner le seul joueur de l'ère moderne à réussir 4 circuits dans un match perdu par son équipe.
Le 6 septembre 1986 face au lanceur Stan Fansler des Pirates de Pittsburgh, Bob Horner frappe le premier grand chelem (circuit de 4 points) de sa carrière. Il s'agit du 210e circuit de sa carrière dans les majeures, et ses 209 circuits précédents sans un seul grand chelem représentent un record qui sera battu que le 27 juillet 1998 par Sammy Sosa, dont le 248e circuit est son premier grand chelem,.

### Japon
Devenu agent libre en 1987, Horner est déçu d'une offre peu généreuse des Braves. Il est victime de la collusion pratiquée par les propriétaires de clubs au détriment de nombreux joueurs, afin de maintenir les salaires des athlètes au minimum. Les tribunaux accorderont plus tard à Horner plus de 7 millions de dollars en dédommagement pour les pertes monétaires causées par cette pratique déloyale,. Horner n'est cependant pas en reste en 1987 puisqu'il signe un contrat de 2 millions de dollars US avec les Yakult Swallows, un club de la NPB basé à Tokyo, ce qui en fait le joueur de baseball le mieux payé de l'histoire (à l'époque) au Japon. Il frappe 31 circuits, produit 73 points et frappe pour ,327 de moyenne au bâton en 93 matchs joués pour les Swallows. Il est très populaire auprès des fans japonais, et l'équipe des Swallows attire cette année-là en moyenne 10 000 spectateurs par match de plus que la saison précédente.

### Fin de carrière
Tokyo lui offre 3 millions de dollars pour jouer au Japon en 1988, mais Horner décide de rentrer aux États-Unis et d'accepter un contrat de 950 000 dollars des Cardinals de Saint-Louis. Il joue ses 60 derniers matchs dans les majeures avec les Cardinals en 1988 et sa dernière saison prend fin après une blessure à l'épaule. Son dernier match est joué alors qu'il n'a que 30 ans.
Bob Horner a disputé 1 020 matchs en 10 saisons dans la Ligue majeure de baseball. Il compte 1 047 coups sûrs, 218 circuits et 685 points produits. Sa moyenne au bâton s'élève à ,277.